# Gabe Scholten
Gabe Scholten (* 29. Juni 1921 in Amsterdam; † 23. Februar 1997 in Groningen) war ein niederländischer Sprinter.
1946 scheiterte er bei den Leichtathletik-Europameisterschaften in Oslo über 200 m im Vorlauf und wurde Vierter in der 4-mal-100-Meter-Staffel.
Bei den Olympischen Spielen in London schied er über 200 m in der ersten Runde aus und wurde Sechster in der 4-mal-100-Meter-Staffel.
Einmal wurde er Niederländischer Meister über 100 m (1946) und zweimal über 200 m (1946, 1949).

## Persönliche Bestzeiten
- 100 m: 10,7 s, 1948
- 200 m: 21,6 s, 13. Juni 1948, Amsterdam